# Uitgeverij Nobelman
Uitgeverij Nobelman is een Nederlandse uitgeverij, gevestigd in Groningen. De uitgeverij geeft buitenlands vertaald en origineel Nederlands werk, fictie en non-fictie uit.

## Geschiedenis
De uitgeverij is opgericht in 2011 en heeft een focus op literair werk. De uitgeverij richt zich naast Nederlandse fictie en non-fictie op literatuur op literair werk dat buiten de mainstream valt. De uitgeverij focust zich daarom op Baltische, Scandinavische en Oost-Europese literatuur.

## Uitgaven
Fictie, o.a.:
- Per Oostrum – Mannenleed (2011)
- Gerrit Brand – Een heel nieuw leven (2011)
- Frans Oosterbaan – Het waanzinnige paradijs (2013)
- Arnaud Dudek – Braaf blijven (2013)
- Alexandru Petria – Mijn dagen met Renata (2014)
- Dennis Captein – Onschuld (2014)
- Gerrit Brand – De wegen van Valentina (2014)
- Sarwar Joanroy – Yaad, het meisje zonder geschiedenis (2015)
- Gerrit Brand – De Amerikaan (2019)
- Leo Pauw – Riverside Drive

Non-fictie, o.a.:
- Geerth H. Boschma – De neef van de koning (2012)
- Ben Warner – Communicatie, een allemanszaak tussen strategie en gelegenheidsdenken (2013)
- Jan Prins – Het kosmisch web en de sjamaan (2014), Shaman Gita (2016), De Opening van het Derde Oog (2019) en De sjamaan vertelt (2021)
- Ben Warner – Communicatie, wat een vak! (2014)
- Louise Hompe – K, en nu verder (2014)
- Lukas Joel – Met kraai heen en hond terug (2015) en Corps Consulaire Nederland (2021)
- Marc Trip – Stanley Kubrick’s 2001: A Space Odyssey (2015)
- Anne-Marie Oudejans – Animal Rendering (2017)
- Willem Molema – De eeuwige Langeleegte (2018)
- Ester Hartholt – Chemo - wat nu? (2018)
- L.J.K. Setright – A day to remember (2019)

Vertalingen
- Willard Manus – Leka de hond (2012)

- Sam Shepard – Bespieder van de Eerste Persoon (2018)
- Sam Shepard – Die Vanbinnen (2020)
- Aleksandr Grin – De scharlaken zeilen (2015)
- Jaroslav Rudiš – Het einde van de punk in Helsinki (2015), Het volk boven (2017)
- Tova Gerge – De jongen (2020)
- João Almino – Raadselen van de lente (2020)
- Irene Solà – Ik zing en de berg danst (2021)
- Josef Pánek – Liefde in tijden van wereldwijde klimaatverandering (2021)